# الطريق إلى بلحارث
الطريق إلى بلحارث، هي رواية للأديب جمال ناجي أنجزت في العام 1977 ونشرتها رابطة الكتاب الأردنيين العام 1982. طبع منها 6 طبعات وحازت على جائزة رابطة الكتاب الأردنيين، وشكلت منطلقا للروائي في مسيرته الأدبية.

## ملخص الرواية
تحكي الرواية قصة عدد من المدرسين الذين اغتربوا عن أوطانهم بحثا عن فرص العيش، ضمن ظروف قاسية تقاسمها المدرسون وأهالي قرية بلحارث في أسفل جبال عسير، وما رافق ذلك من غرائب لم تكن في وارد بطلي الرواية «عماد» و«منصور» أو حبيبة عماد المقيمة في عمان «نادية» وهي شقيقة صديقه منصور.
تحكي القصة حكاية انهيار الأحلام المبنية على الحلول الفردية لواقع الحياة التي اضطرت منصور وعماد إلى الاغتراب في مناطق نائية، وحكاية التمازج الإنساني الذي ميز علاقتهما بسكان تلك المنطقة الذين اتخذت معاناتهم أشكالا أخرى في ذلك الوقت.